# Andrés Scotti
Andrés Scotti Ponce de León (Montevideo, 14 dicembre 1975) è un ex calciatore e dirigente sportivo uruguaiano, di ruolo difensore.

## Biografia
Possiede il passaporto italiano.

## Caratteristiche tecniche
È un difensore in grado di giocare in qualsiasi posizione della difesa.

## Carriera

### Club
Cresciuto nell'Independiente de Trinidad, nel 1997 si trasferisce al Central Español, squadra in cui giocò per un breve periodo di tre mesi, posteriormente passò al Montevideo Wanderers. Nel 1998 viene ingaggiato dalla squadra cilena Huachipato nella quale permane per 2 anni. Successivamente giocò in Messico prima nel Necaxa, partecipando al Mondiale per club 2000 in Brasile, piazzandosi al terzo posto davanti a Real Madrid e Manchester United, in seguito militò nel Puebla. Nel 2001 torna a difendere i colori del Montevideo Wanderers aiutando la squadra a qualificarsi alla Coppa Libertadores. Nel 2002 passa al Nacional, distinguendosi subito in positivo al marcare 2 gol all'esordio e vincendo il campionato uruguaiano, risultando con 33 presenze a fine torneo il giocatore più presente alla pari con il portiere Gustavo Munúa e tra l'altro sempre presente con 10 partite disputate in Coppa Libertadores, segnando inoltre un gol al Morelia. Dal 2003 al 2006 ha militato nella squadra russa del Rubin Kazan' essendo nominato al primo anno miglior difensore straniero del campionato. Dal 2007 al 2009 ha giocato in Argentina nell'Argentinos Juniors. L'8 gennaio 2010, il Colo Colo ufficializza l'ingaggio del giocatore in scadenza di contratto. Dopo due anni in Cile torna in Uruguay, legandosi dapprima al Nacional e infine (per l'annata 2014-2015) al Defensor, dove termina la sua carriera nel calcio giocato.

### Nazionale
Ha fatto il suo debutto in Nazionale nel maggio 2006, a 30 anni, in una partita amichevole contro l'Irlanda del Nord. Ha partecipato alla Copa América 2007 in Venezuela, dove l'Uruguay ha chiuso al quarto posto. Inoltre ha disputato le gare di qualificazione al Mondiale 2010, ed è stato convocato per la Confederations Cup 2013, scendendo in campo nella partita vinta per 8-0 contro Tahiti.

## Dopo il ritiro
Tra il 2018 e il 2019 ha fatto parte (insieme a Pedro Bordaberry e Armando Castaingdebat) della commissione incaricata di reggere ad interim la Federazione calcistica dell'Uruguay dopo la rinuncia del presidente Wilmar Valdez.

## Palmarès

### Club

#### Competizioni nazionali
- Campionato uruguaiano: 2

Nacional: 2002, 2011-2012

### Nazionale
- Coppa America: 1

2011

## Statistiche

### Cronologia presenze e reti in nazionale
| Cronologia completa delle presenze e delle reti in nazionale ― Uruguay | Cronologia completa delle presenze e delle reti in nazionale ― Uruguay | Cronologia completa delle presenze e delle reti in nazionale ― Uruguay | Cronologia completa delle presenze e delle reti in nazionale ― Uruguay | Cronologia completa delle presenze e delle reti in nazionale ― Uruguay | Cronologia completa delle presenze e delle reti in nazionale ― Uruguay | Cronologia completa delle presenze e delle reti in nazionale ― Uruguay | Cronologia completa delle presenze e delle reti in nazionale ― Uruguay |
| Data                                                                   | Città                                                                  | In casa                                                                | Risultato                                                              | Ospiti                                                                 | Competizione                                                           | Reti                                                                   | Note                                                                   |
| ---------------------------------------------------------------------- | ---------------------------------------------------------------------- | ---------------------------------------------------------------------- | ---------------------------------------------------------------------- | ---------------------------------------------------------------------- | ---------------------------------------------------------------------- | ---------------------------------------------------------------------- | ---------------------------------------------------------------------- |
| 21-5-2006                                                              | East Rutherford                                                        | Uruguay                                                                | 1 – 0                                                                  | Irlanda del Nord                                                       | Amichevole                                                             | -                                                                      |                                                                        |
| 23-5-2006                                                              | Los Angeles                                                            | Uruguay                                                                | 2 – 0                                                                  | Romania                                                                | Amichevole                                                             | -                                                                      |                                                                        |
| 27-5-2006                                                              | Belgrado                                                               | Serbia e Montenegro                                                    | 1 – 1                                                                  | Uruguay                                                                | Amichevole                                                             | -                                                                      |                                                                        |
| 30-5-2006                                                              | Radès                                                                  | Libia                                                                  | 1 – 2                                                                  | Uruguay                                                                | LG Cup 2006 (Tunisia) - Semifinale                                     | -                                                                      |                                                                        |
| 2-6-2006                                                               | Radès                                                                  | Tunisia                                                                | 0 – 0 dts (1 – 3 dtr)                                                  | Uruguay                                                                | LG Cup 2006 (Tunisia) - Finale                                         | -                                                                      |                                                                        |
| 16-8-2006                                                              | Alessandria d'Egitto                                                   | Egitto                                                                 | 0 – 2                                                                  | Uruguay                                                                | Amichevole                                                             | -                                                                      |                                                                        |
| 15-11-2006                                                             | Tbilisi                                                                | Georgia                                                                | 2 – 0                                                                  | Uruguay                                                                | Amichevole                                                             | -                                                                      | 64’                                                                    |
| 7-2-2007                                                               | Cúcuta                                                                 | Colombia                                                               | 1 – 3                                                                  | Uruguay                                                                | Amichevole                                                             | -                                                                      |                                                                        |
| 2-6-2007                                                               | Sydney                                                                 | Australia                                                              | 1 – 2                                                                  | Uruguay                                                                | Amichevole                                                             | -                                                                      | 26’                                                                    |
| 30-6-2007                                                              | San Cristóbal                                                          | Uruguay                                                                | 1 – 0                                                                  | Bolivia                                                                | Coppa America 2007 - 1º turno                                          | -                                                                      |                                                                        |
| 3-7-2007                                                               | Mérida                                                                 | Venezuela                                                              | 0 – 0                                                                  | Uruguay                                                                | Coppa America 2007 - 1º turno                                          | -                                                                      |                                                                        |
| 7-7-2007                                                               | San Cristóbal                                                          | Venezuela                                                              | 1 – 4                                                                  | Uruguay                                                                | Coppa America 2007 - Quarti di finale                                  | -                                                                      |                                                                        |
| 10-7-2007                                                              | Maracaibo                                                              | Uruguay                                                                | 2 – 2 (4 – 5 dtr)                                                      | Brasile                                                                | Coppa America 2007 - Semifinale                                        | -                                                                      | 51’                                                                    |
| 14-7-2007                                                              | Caracas                                                                | Uruguay                                                                | 1 – 3                                                                  | Messico                                                                | Coppa America 2007 - Finale 3º posto                                   | -                                                                      | 31’                                                                    |
| 13-10-2007                                                             | Montevideo                                                             | Uruguay                                                                | 5 – 0                                                                  | Bolivia                                                                | Qual. Mondiali 2010                                                    | -                                                                      |                                                                        |
| 17-10-2007                                                             | Asunción                                                               | Paraguay                                                               | 1 – 0                                                                  | Uruguay                                                                | Qual. Mondiali 2010                                                    | -                                                                      |                                                                        |
| 18-11-2007                                                             | Montevideo                                                             | Uruguay                                                                | 2 – 2                                                                  | Cile                                                                   | Qual. Mondiali 2010                                                    | -                                                                      | 29’ 61’                                                                |
| 6-9-2008                                                               | Bogotà                                                                 | Colombia                                                               | 0 – 1                                                                  | Uruguay                                                                | Qual. Mondiali 2010                                                    | -                                                                      | 90’                                                                    |
| 14-10-2008                                                             | La Paz                                                                 | Bolivia                                                                | 2 – 2                                                                  | Uruguay                                                                | Qual. Mondiali 2010                                                    | -                                                                      | 11’                                                                    |
| 12-8-2009                                                              | Algeri                                                                 | Algeria                                                                | 1 – 0                                                                  | Uruguay                                                                | Amichevole                                                             | -                                                                      | 46’                                                                    |
| 9-9-2009                                                               | Montevideo                                                             | Uruguay                                                                | 3 – 1                                                                  | Colombia                                                               | Qual. Mondiali 2010                                                    | 1                                                                      | 32’                                                                    |
| 10-10-2009                                                             | Quito                                                                  | Ecuador                                                                | 1 – 2                                                                  | Uruguay                                                                | Qual. Mondiali 2010                                                    | -                                                                      | 88’                                                                    |
| 14-10-2009                                                             | Montevideo                                                             | Uruguay                                                                | 0 – 1                                                                  | Argentina                                                              | Qual. Mondiali 2010                                                    | -                                                                      | 79’                                                                    |
| 18-11-2009                                                             | Montevideo                                                             | Uruguay                                                                | 1 – 1                                                                  | Costa Rica                                                             | Qual. Mondiali 2010                                                    | -                                                                      | 72’                                                                    |
| 3-3-2010                                                               | San Gallo                                                              | Svizzera                                                               | 1 – 3                                                                  | Uruguay                                                                | Amichevole                                                             | -                                                                      |                                                                        |
| 26-5-2010                                                              | Montevideo                                                             | Uruguay                                                                | 4 – 1                                                                  | Israele                                                                | Amichevole                                                             | -                                                                      |                                                                        |
| 22-6-2010                                                              | Rustenburg                                                             | Messico                                                                | 0 – 1                                                                  | Uruguay                                                                | Mondiali 2010 - 1º turno                                               | -                                                                      | 77’                                                                    |
| 2-7-2010                                                               | Johannesburg                                                           | Uruguay                                                                | 1 – 1 dts (4 – 2 dtr)                                                  | Ghana                                                                  | Mondiali 2010 - Quarti di finale                                       | -                                                                      | 38’                                                                    |
| 11-8-2010                                                              | Lisbona                                                                | Angola                                                                 | 0 – 2                                                                  | Uruguay                                                                | Amichevole                                                             | -                                                                      |                                                                        |
| 8-10-2010                                                              | Giacarta                                                               | Indonesia                                                              | 1 – 7                                                                  | Uruguay                                                                | Amichevole                                                             | -                                                                      | 46’                                                                    |
| 12-10-2010                                                             | Wuhan                                                                  | Cina                                                                   | 0 – 4                                                                  | Uruguay                                                                | Amichevole                                                             | -                                                                      | 85’                                                                    |
| 25-3-2011                                                              | Tallinn                                                                | Estonia                                                                | 2 – 0                                                                  | Uruguay                                                                | Amichevole                                                             | -                                                                      | 66’                                                                    |
| 29-3-2011                                                              | Dublino                                                                | Irlanda                                                                | 2 – 3                                                                  | Uruguay                                                                | Amichevole                                                             | -                                                                      | 90’                                                                    |
| 16-7-2011                                                              | Santa Fe                                                               | Argentina                                                              | 1 – 1 dts (3 – 4 dtr)                                                  | Uruguay                                                                | Coppa America 2011 - Quarti di finale                                  | -                                                                      | 19’                                                                    |
| 15-11-2011                                                             | Roma                                                                   | Italia                                                                 | 0 – 1                                                                  | Uruguay                                                                | Amichevole                                                             | -                                                                      | 90+4’                                                                  |
| 12-10-2012                                                             | Mendoza                                                                | Argentina                                                              | 3 – 0                                                                  | Uruguay                                                                | Qual. Mondiali 2014                                                    | -                                                                      | 64’                                                                    |
| 16-10-2012                                                             | La Paz                                                                 | Bolivia                                                                | 4 – 1                                                                  | Uruguay                                                                | Qual. Mondiali 2014                                                    | -                                                                      |                                                                        |
| 5-6-2013                                                               | Montevideo                                                             | Uruguay                                                                | 1 – 0                                                                  | Francia                                                                | Amichevole                                                             | -                                                                      | 46’                                                                    |
| 23-6-2013                                                              | Recife                                                                 | Uruguay                                                                | 8 – 0                                                                  | Tahiti                                                                 | Conf. Cup 2013 - 1º turno                                              | -                                                                      | 42’, 51’                                                               |
| 10-9-2013                                                              | Montevideo                                                             | Uruguay                                                                | 2 – 0                                                                  | Colombia                                                               | Qual. Mondiali 2014                                                    | -                                                                      | cap.                                                                   |
| Totale                                                                 |                                                                        | Presenze                                                               | 40                                                                     |                                                                        | Reti                                                                   | 1                                                                      |                                                                        |